# Station Steinsrud
Station Steinsrud is een station in  Steinsrud in de gemeente Stange in Innlandet  in  Noorwegen. Het station ligt aan Dovrebanen. Het stationsgebouw dateert uit 1882. Steinsrud werd in 1983 gesloten.